# Haddonfield
Haddonfield è un comune degli Stati Uniti d'America, situato nello stato del New Jersey, nella contea di Camden. Seppur sua omonima, la città non è l'ambientazione dei film della saga di  Halloween, la quale è ambientata nell'immaginaria città di Haddonfield nell'Illinois.